# Żółwiak kolcowaty
Żółwiak kolcowaty (Apalone spinifera) – gatunek gada z podrzędu żółwi skrytoszyjnych z rodziny żółwiakowatych (Trionychidae).
OpisKarapaks barwy brązowej z licznymi, nieregularnymi ciemnymi plamkami jest szeroki i niski o jajowatym kształcie, pokryty lekko brodawkowatą skórą, na przednim skraju ozdobiony małymi, kolczastymi wyrostkami skórnymi. Głowa nieproporcjonalnie mała, wydłużona i zakończona spiczastym ryjkiem nosowym. Palce kończyn spięte błonami pływnymi.
RozmiaryDługość karapaksu samców do 27,5 cm, samic do 54,0 cm.
BiotopJego środowiskiem życia są głównie rzeki, także jeziora, sztuczne zbiorniki wodne, stawy hodowlane, małe bagniste potoki itp.
PokarmZjada głównie skorupiaki i owady wodne.
WystępowanieAmeryka Północna od południowej Kanady po północny Meksyk.
OchronaPodgatunek Apalone spinifera atra wymieniony jest w aneksie A Rozporządzenia Rady (WE) Nr 338/97 oraz w załączniku I konwencji CITES; pozostałe podgatunki od 2023 roku obejmuje, odpowiednio, aneks B i załącznik II.